# Драгашевац
Драгашевац (серб. Драгашевац / Dragaševac) или Драгасевац (серб. Драгасевац / Dragasevac) — село в общине Власеница Республики Сербской Боснии и Герцеговины. Население составляет 425 человек по переписи 2013 года.

## География
Располагается вдоль автомагистрали M 19.2 в точке, где река Драгасевац впадает в Тишчу.

## История
В начале XIX века в деревне Драгасевац поселились каравласы — этническая группа сербов из Валахии. Во время Второй мировой войны каравласы, как православные, подвергались преследованиям со стороны усташей; часть каравласов несла службу в Югославских войсках на родине. Во время Боснийской войны большая часть жителей каравласов покинула Драгашевац и Боснию; значительная их часть несла службу в Вооружённых силах Республики Сербской.